# Nectarinia erythrocerca
Nectarinia erythrocerca é uma espécie de ave da família Nectariniidae.
Pode ser encontrada nos seguintes países: Burundi, República Democrática do Congo, Etiópia, Quénia, Ruanda, Sudão, Tanzânia e Uganda.